# サン・デメトリオ・ネ・ヴェスティーニ
サン・デメトリオ・ネ・ヴェスティーニ（イタリア語: San Demetrio ne' Vestini）は、イタリア共和国アブルッツォ州ラクイラ県にある、人口約1,900人の基礎自治体（コムーネ）。

## 地理

### 位置・広がり

#### 隣接コムーネ
隣接するコムーネは以下の通り。
- バリシャーノ
- ファニャーノ・アルト
- ポッジョ・ピチェンツェ
- プラータ・ダンシドーニア
- ロッカ・ディ・メッツォ
- サンテウザーニオ・フォルコネーゼ
- ヴィッラ・サンタンジェロ

## 行政

### 分離集落
サン・デメトリオ・ネ・ヴェスティーニには、以下の分離集落（フラツィオーネ）がある。
- Cardabello, Cardamone, Cavantoni, Collarano, Colle, San Giovanni, Stiffe, Villagrande